# 伯頓 (喬治亞州)
伯頓（英語：Burton）是位於美國喬治亞州雷本縣的一個鬼鎮。由於此地已於1922年被荒廢，本地已無人居住。

## 地理
伯頓的座標為34°50′34″N 83°30′02″W / 34.84278°N 83.50056°W，而該地的平均海拔高度為919米（即3015英尺）。